# Кетіна (Бузеу)
Кетіна (рум. Cătina) — село у повіті Бузеу в Румунії. Адміністративний центр комуни Кетіна.
Село розташоване на відстані 95 км на північ від Бухареста, 47 км на захід від Бузеу, 140 км на захід від Галаца, 63 км на південний схід від Брашова.

## Населення
За даними перепису населення 2002 року у селі проживали 855 осіб, усі — румуни. Усі жителі села рідною мовою назвали румунську.